# Jean Charles de Longueval
Pour les articles homonymes, voir Longueval (homonymie).
Jean Charles de Longueval, mort en 1676, est un prélat belgo-français du XVIIe siècle.

## Biographie
Jean-Charles De Longueval est doyen et vicaire-général du diocèse de Saint-Omer, et est préconisé évêque de cette église en 1676, mais meurt la même année.